# (46539) Viktortikhonov
(46539) Viktortikhonov est un astéroïde de la ceinture principale.

## Description
(46539) Viktortikhonov est un astéroïde de la ceinture principale. Il fut découvert le 24 octobre 1982 à Naoutchnyï par Lioudmila Jouravliova. Il présente une orbite caractérisée par un demi-grand axe de 2,52 UA, une excentricité de 0,02 et une inclinaison de 9,8° par rapport à l'écliptique.

## Compléments